# Morgause

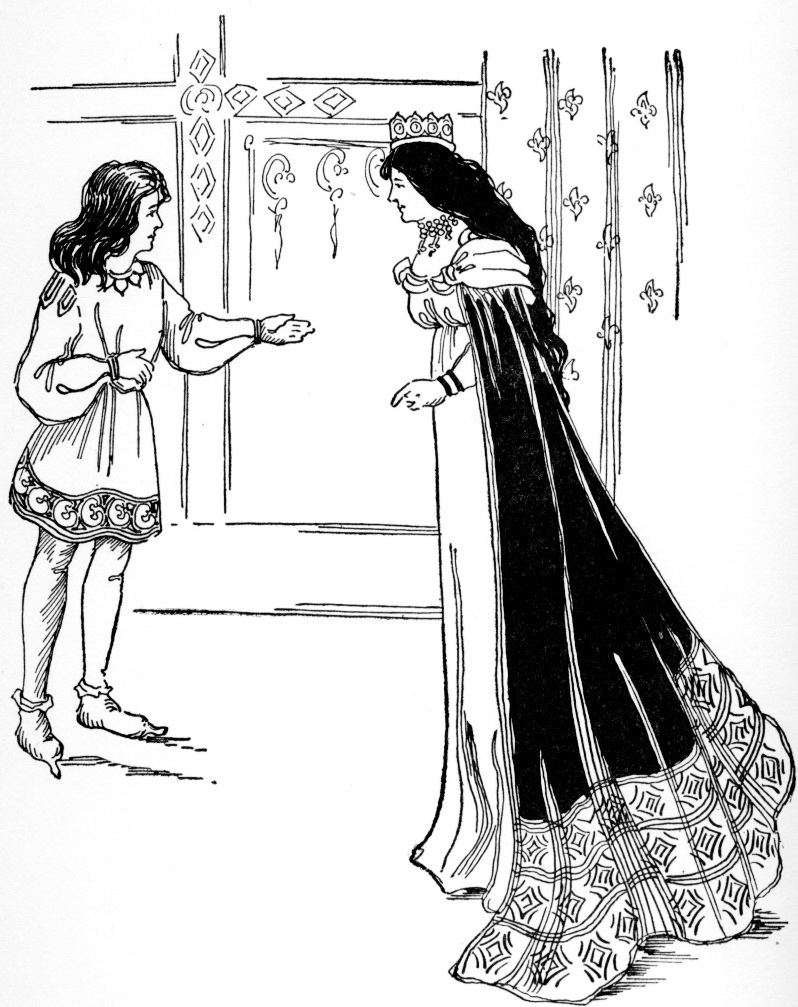
Gareth przekonuje matkę, by pozwoliła mu odjechać na dwór Artura. Il. H.S. Campbell, 1902.

Morgause (również Morgase, Margawse, Morchades) – postać z legend arturiańskich, córka Gorloisa, księcia Kornwalii, i Igerny, siostra Elaine z Garlot i Morgany le Fay, przyrodnia siostra króla Artura, żona króla Lota. W niektórych tekstach ta sama postać nosi imię Anna (Historia Regum Britanniae Geoffreya z Monmouth, Brut Layamona) lub Belisent (Alliterative Morte Arthour, Idylle królewskie Alfreda Tennysona). Imię „Morgause” może być pochodną „Morchades”, wariantu „Orcades”, czyli Orkadów, jednego z królestw jej męża Lota. W wielu tekstach jej rolę przejmuje Morgana.
Morgause znana jest przede wszystkim z kazirodczego romansu z Arturem, czego owocem były narodziny Mordreda. Przedtem miała z Lotem czterech synów, którymi byli:
- Gawain – rycerz Okrągłego Stołu, wierny towarzysz króla Artura,
- Agravaine,
- Gaheris,
- Gareth[1].

W Śmierć Artura Thomasa Malory’ego Morgause ukazana jest jako troskliwa matka, która lęka się o los Garetha podczas jego pierwszej rycerskiej misji.
Według różnych romansów miała wielu kochanków. Enfaces Gauvain jako jednego z nich przedstawia nawet Lota, który w tekście tym jest jej paziem. W Le Morte d’Arthur kochankiem Morgause zostaje Lamorak, jeden z najsławniejszych rycerzy Okrągłego Stołu i syn króla Pellinora. Ponieważ Pellinor zabił Lota, a sam zginął z rąk Gawaina i Gaherisa, między dwoma rodami panuje wrogość. Jej ofiarą pada Morgause, gdy Gaheris znajduje ją w łóżku z Lamorakiem i zabija oboje.
W tekstach średniowiecznych Morgause przedstawiana jest zwykle neutralnie lub pozytywnie, a nawiązując relację z Arturem, nie wie, że jest on jej przyrodnim bratem. Natomiast we współczesnych tekstach, w których nieraz zostaje utożsamiona z Morganą, często pełni rolę czarnego charakteru. Nienawidzi Artura, świadomie popełnia kazirodztwo i pragnie wykorzystać Mordreda przeciwko jego ojcu.